# آمپارو بارو
آمپارو بارو (اسپانیایی: Amparo Baró‎؛ ‏ ۲۱ سپتامبر ۱۹۳۷ – ۲۹ ژانویهٔ ۲۰۱۵) بازیگر اهل اسپانیا بود.
از فیلم‌ها یا برنامه‌های تلویزیونی که وی در آنها نقش داشته‌است می‌توان به جنگل افسون‌شده، دهان‌به‌دهان، سه عضو صلیب سرخ، لانه و ۷ زندگی اشاره کرد.
او بارها به خاطر کارهایش مورد تقدیر قرار گرفت. در ۷ دسامبر ۲۰۰۷، شورای وزیران اسپانیا «مدال زرین شایستگی در کار» را به او اهدا کرد. او در سال ۲۰۱۵ در سن ۷۷ سالگی بر اثر سرطان درگذشت.